# Freedom (Schiffstyp)
Freedom ist ein Liberty-Ersatzschiffstyp, welcher vom Konstruktionsbüro G. T. R. Campbell in Zusammenarbeit mit Algonquin International und der Werft Ishikawajima-Harima Heavy Industries in Tokyo, Japan, Mitte der 1960er Jahre als Ersatz für die damals alternde Flotte der Liberty-Frachter und Victory-Schiffe entwickelt wurde. Die Schiffe hatten vier Laderäume mit sechs Luken und einem Rauminhalt von 18.849 m³ (Schüttgut) beziehungsweise 17.726 m³ (Stückgut). Zwei Laderäume waren mit 30 Metern Länge besonders geeignet für lange Güter. Als eigenes Ladegeschirr standen standardmäßig acht Ladebäume mit 5 Tonnen sowie vier Ladebäume mit 10 Tonnen zur Verfügung.

## Geschichte
Mitte der 1960er Jahre fuhren noch ungefähr 700 der Liberty- und Victory-Standardfrachter sowie einige andere während des Zweiten Weltkriegs gebauten Frachtschiffe in der damaligen Welthandelsflotte. Sogar die jüngsten von ihnen waren inzwischen 20 Jahre alt und älter, und so stellte sich sowohl den Reedereien als auch den Werften die Frage eines Ersatzes dieser Schiffe, welche in absehbarer Zeit das Ende ihrer Einsatzdauer erreichen würden.
Die großen Umwälzungen im Seeschiffsverkehr, hervorgerufen durch das Erscheinen von Containerschiffen und Massengutfrachtern, welche die Stückgutschiffe später nahezu völlig ersetzen würden, waren zu diesem Zeitpunkt noch nicht als solche vorhersehbar, sodass das klassische Stückgutschiff, welches in der damaligen Form seit der Jahrhundertwende mit verhältnismäßig wenigen Änderungen gebaut wurde, noch immer aktuell erschien. Es war daher auch wenig überraschend, das Ishikawajima-Harima Heavy Industries sich bei ihren Plänen für den Ersatz der Liberty- und Victory-Schiffe, ebenso wie viele andere Werften mit ihren erfolgreichen Typschiffen SD-14, German Liberty, Trampko, Seebeck 36L auch, an Zwischendeckern mit eigenem Ladegeschirr und ca. 14.000 Tonnen Tragfähigkeit orientierte. Diese konservative Bauform war zweifellos auch der Tatsache geschuldet, das die meisten der noch fahrenden Liberty- und Victory-Schiffe zu diesem Zeitpunkt durch eher kleine Reedereien mit beschränkten Mitteln betrieben wurden. Der Fokus der Werft lag auf genau diesen kleinen Reedereien, für die zu jenem Zeitpunkt Neubauten eines völlig neuartigen oder wesentlich größeren Schiffstyps, wie ihn zum Beispiel die Werft Blohm & Voss mit ihrem Typ Pioneer auf den Markt brachte, nur schwer finanzierbar gewesen wären.
Das erste Schiff dieses Typs, die Chian Captain, in manchen Quellen auch Khian Captain, wurde am 27. Dezember 1966 auf Kiel gelegt, hatte am 10. Februar 1967 Stapellauf und wurde am 21. Juli 1967 bei Ishikawajima-Harima Heavy Industries an seine neuen Eigner J. C. Carras & Sons aus London übergeben.
Bei einer Bauzeit von 50 Tagen je Einheit sollte alle 25 Tage ein Schiff vom Stapel laufen. Zwischen 1968 und 1972 wurden 14 Freedom-Hispania-Lizenzbauten bei der spanischen Werft Astilleros de Cadiz in Sevilla gebaut. Weitere Lizenzbauten entstanden in Argentinien und Singapur. Ab 1967 wurden so insgesamt 171 Freedom Mk I- sowie 26 Freedom Mk II-Frachter gebaut. Auch heute noch ist vereinzelt eines dieser Schiffe, vor allem in Häfen Asiens und Südamerikas, anzutreffen.
Ein auf Grundlage des Freedom weiterentwickelter etwas vergrößerter Schiffstyp wurde von Campbell und IHI unter dem Namen Fortune in 62 Einheiten vermarktet. Noch später gefolgt von einem Friendship genannten Entwurf, welcher mit besonderen Luken und Ladegeschirr ausgerüstet war.